# Tropichelura gomezi
Tropichelura gomezi är en kräftdjursart som beskrevs av Ortiz 1976. Tropichelura gomezi ingår i släktet Tropichelura och familjen Cheluridae. Inga underarter finns listade i Catalogue of Life.